# Седнев, Дмитрий Андреевич
Дми́трий Андрее́вич Се́днев (род. 28 апреля 1989, Северск) — ректор Томского политехнического университета.

## Биография
Дмитрий Седнев родился 28 апреля 1989 года в г. Северск (Томская область).
Кандидат технических наук, доцент. Экс-ректор Томского политехнического университета (ТПУ).
В июле 2021 года назначен и.о. ректора ТПУ.
В сентябре 2022 года Дмитрий Седнев был назначен ректором ТПУ, но уже в марте 2023 года он подал в отставку из-за возбуждённого уголовного дела. В след за Седневым Д. А. фигурантом уголовного дела стала экс-проректор ТПУ Моисеенко Мария Сергеевна.
По состоянию на 26 февраля 2024 г. уголовное дело в отношении экс-ректора Томского политехнического университета (ТПУ) Дмитрия Седнева передано для расследования в военное следственное управление СК России по Центральному военному округу (СУ СК по ЦВО).